# 주운항
주운항(1953년~)은 대한민국의 미술인이자 서양화가이다. 강원도 춘천시 출신의 인물로 회화와 평면 분야에서 활동하였다.

## 가족
부인, 자녀 2남

## 학력
경인교육대학교 (미술교육학과 / 학사)

## 소속
한국미술협회, 경기미술대전(서양화 분과 초대작가), 안양미술협회(고문), 신작전(운영위원)

## 경력
- 개인전21회(갤러리H 외)

- 부스전개인전22회(예술의전당한가람미술관 외)
- KIAF (코엑스)
- 마니프22!16 (예술의전당 한가람미술관)
- 부산국제아트페어특별전(벡스코)
- 첸나이비엔날레(인도)
- 전국5개도시 300호 순회전
- 신작전, 대한민국현대인물화가회전(예술의 전당)
- Park Fine Art 초대전 (미국, 알바커키)
- 중국상도예술관초대 개인전(중국상도예술관)
- K.P Fine art Biennale(필리핀국립현대미술관)
- 한국-이집트수교 10주년 현대미술 교류전(이집트카이로미술관)
- 인터네셔널 화인 마닐라 훼스티벌(필리핀국립현대미술관)
- 한국-뉴질랜드 국제 교류전 (뉴질랜드 오크랜드대학)
- 중국해정미술관초대 개인전(중국해정미술관)
- 중국아시아예술제초대전(중국정주미술관)
- Northeast Asia art Festival in Kitakyushu 2008(컨밴션 센타)
- 한일 누드 크로키 교류전(이로하니)
- 한, 인도 국제미술교류전(라릿까라 아카데미미술관, 뉴델리, 인도)
- MBC미국개국기념 한국미술대표작가전(미국조지아주 애틀랜타시)
- 동방의 빛 코리아 하모니전(이탈리아 로마 정운당갤러리)
- NAAF 동경전(도쿄, 일본)
- 한국-스페인전 국제교류전(마드리드, 스페인)
- SS ART SHOW(스코틀랜드)
- 한국-중국 국제교류전(연태 전시관)
- 한국-미국 국제교류전(리버사이드 갤러리)
- 2015 첸나이쳄버비엔날레(인도, 첸나이)
- 뉴욕아트엑스포(뉴욕)
- 대한민국미술대전, 경기미술대전, 심사위원역임

## 작품설명
"나의 작업에 있어 중심 주제는 ‘의식에너지’라는 문제와 관련되어 있다."
"의식에너지는 무엇이며, 가시화 시킬 수 있는 대상인가? 라는 문제에도 오랫동안 천착해왔다."
"초기에 인간의 외형으로 시작된 나의 탐구는 어느 순간부터 인간내면의 세계, 즉 비가시적 세계에까지 이르게 된다."
"나는 시각예술을 다루는 작업을 하고 있지만 보이는 영역보다는 보이지 않는 세계에 더욱 관심을 가지게 된 것이다."
"이러한 생각은 인간이 일종의 소우주이며 세계는 인간 안에 있을 것이라는 가정 때문으로, 나의 중심 주제인 의식의 샘은 뇌 과학과 양자역학 그리고 천부경이 중요한 모티브가 되고 있다."
"이 세 영역은 모두가 우주적 진리를 안내해 주기도하며 동시에 이성으로 포착할 수 없는 세계에 대한 시야를 열어주고 있다고 생각한다."
"이러한 문제의식은 인간으로서 어떻게 이 세계를 실천적으로 살아가야 할 것인가에 대해서도 길을 안내해 줄 것이라고 본다."
"내게 있어 세계 속에서의 삶의 실천은 궁극적으로는 ‘인간 의식‘의 확장이자 거대한 ’힘‘ 혹은 ’기‘로 지칭할 수 있는 또 다른 차원의 ’의식의 샘‘에 함입되는 능동적 행위가 되기 때문이다."

## 웹사이트
Homepage(주운항 갤러리)
Blog(Gallery RedJoo)